# Marc Duez

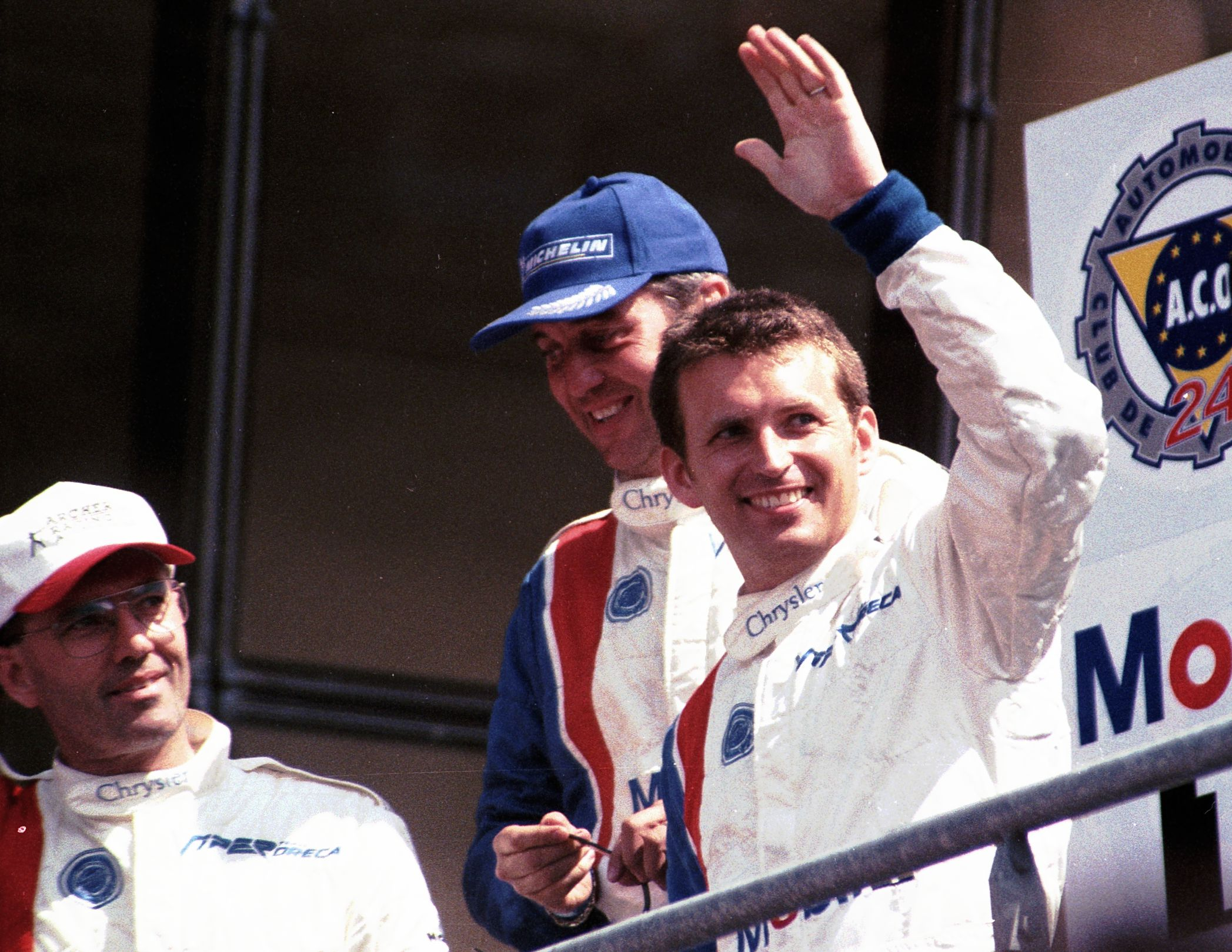
Marc Duez (Mitte) am Siegerpodest der GTS-Klasse beim 24-Stunden-Rennen von Le Mans 1999

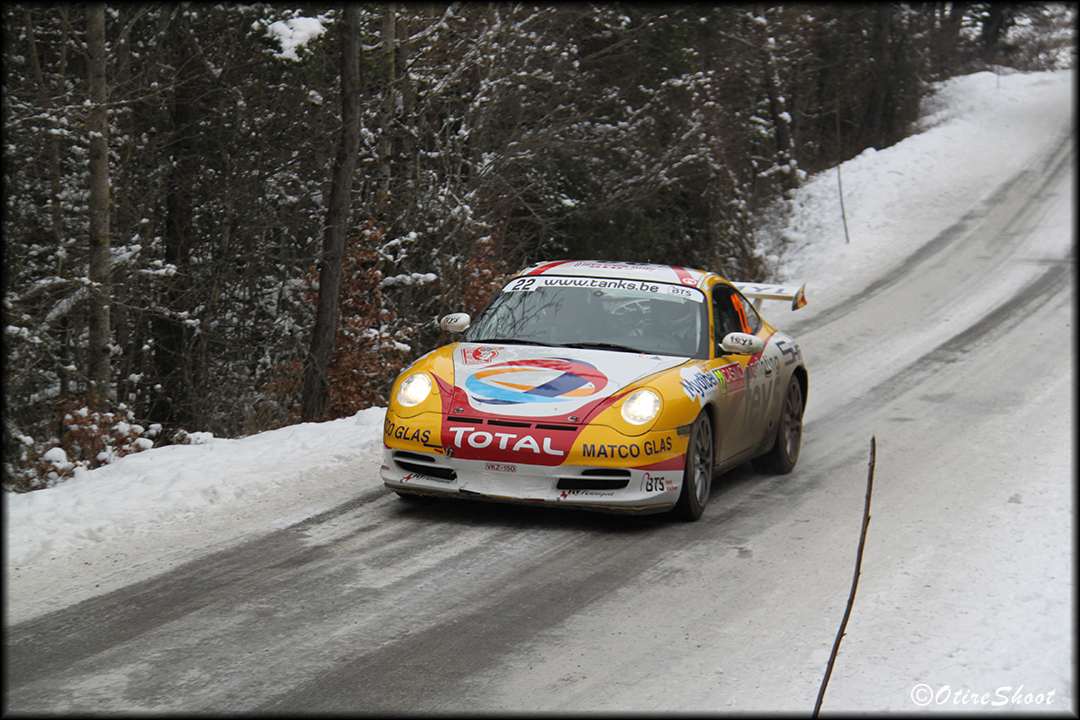
Marc Duez bei der Rallye Monte Carlo 2015

Marc Duez (* 18. April 1957 in Verviers) ist ein ehemaliger wallonisch-belgischer Automobilrennfahrer, der sich in der Motorsport-Szene besonders einen Namen als sogenannter Allrounder gemacht hat.

## Karriere
Marc Duez begann seine Karriere zu Beginn der 1980er-Jahre im Monoposto-Sport. Er fuhr in der belgischen Formel-Ford-Meisterschaft und wurde Ende des Jahres 1982 im VW-Castrol-Europa-Pokal auf einem Ralt RT5 Zweiter der Gesamtwertung. Neben Engagements in diversen Formel-3-Rennserien bestritt er ab 1983 auch regelmäßig Sportwagenrennen. Etwa zur gleichen Zeit wurde er auch als Rallyefahrer aktiv und gewann in Folge die belgischen Rallyemeisterschaften der Jahre 1982, 1989 und 1990.
1983 gab Duez sein Debüt beim 24-Stunden-Rennen von Le Mans, fiel im Porsche 936C von Joest Racing jedoch früh im Rennen mit technischen Problemen aus. Nach Einsätzen bei Joest Racing und der Ecurie Ecosse wurde er 1988 Werksfahrer bei Mazdaspeed. 1988, bei seinem zweiten Einsatz an der Sarthe, pilotierte er einen Werks-Mazda 767 gemeinsam mit David Leslie und Yoshimi Katayama auf den 17. Rang der Gesamtwertung. Seine beste Platzierung in Le Mans war der elfte Gesamtrang 1996 im McLaren F1. 1999 und 2000 erreichte er auf einer Chrysler Viper GTS-R von ORECA den zweiten beziehungsweise den fünften Klassenrang. Seinen letzten Auftritt in Le Mans hatte er 2002. Duez war einer der Piloten des Panoz LMP-1, die für den Michel-Vaillant-Film von Luc Besson ausgewählt wurden. Der Automobile Club de l’Ouest hatte darauf bestanden, dass die beiden Fahrzeuge, die im Rennen für den Film mitfahren durften, von professionellen Piloten gesteuert werden mussten.
Duez, der auch an Rallye-Weltmeisterschaftsläufen teilnahm, konnte mit einem vierten Platz bei der Rallye Korsika des Jahres 1991 und dem fünften Rang bei der Rallye Portugal des Jahres 1989 seine wichtigsten internationalen Rallyeerfolge verbuchen. In den 1990er-Jahren stieg er zu einem der besten Sportwagen- und GT-Piloten Europas auf. Viermal – 1992, 1995, 1998 und 1999 – gewann er mit diversen Partnern das 24-Stunden-Rennen auf dem Nürburgring. Dreimal – 1997, 1998, 2001 – siegte er beim 24-Stunden-Rennen von Spa-Francorchamps, zweimal – 2000 und 2006 – beim 24-Stunden-Rennen von Zolder.
Nach seinem Engagement in der V8-Star-Serie 2002 hatte Duez im internationalen Motorsport nur noch vereinzelte Renneinsätze in der FIA-GT-Meisterschaft und einen Renneinsatz beim 1000-km-Rennen auf dem Nürburgring 2006. Darüber hinaus nimmt er sporadisch an Eisrennen und Rallycross-Läufen teil. Und auch bei der Organisation des alljährlichen Race of Champions greift man gerne auf die Hilfe Duez’ zurück.

## Statistik

### Le-Mans-Ergebnisse
| Jahr | Team                    | Fahrzeug               | Teamkollege        | Teamkollege       | Platzierung | Ausfallgrund    |
| ---- | ----------------------- | ---------------------- | ------------------ | ----------------- | ----------- | --------------- |
| 1983 | Belga Team Joest Racing | Porsche 936C           | Jean-Michel Martin | Philippe Martin   | Ausfall     | Benzinpumpe     |
| 1987 | Ecurie Ecosse           | Ecosse C286            | David Leslie       | Ray Mallock       | Rang 8      |                 |
| 1988 | Mazdaspeed Co. Ltd.     | Mazda 767              | David Leslie       | Yoshimi Katayama  | Rang 17     |                 |
| 1989 | Mazdaspeed Co. Ltd.     | Mazda 767              | Volker Weidler     | Yōjirō Terada     | Rang 12     |                 |
| 1990 | Obermaier Racing        | Porsche 962C           | Jürgen Oppermann   | Harald Grohs      | Ausfall     | Getriebeschaden |
| 1993 | Écurie Toison d’Or      | Venturi 500LM          | Éric Bachelart     | Philippe Verellen | Rang 25     |                 |
| 1996 | Team Bigazzi SRL        | McLaren F1 GTR         | Jacques Laffite    | Steve Soper       | Rang 11     |                 |
| 1997 | Viper Team Oreca        | Chrysler Viper GTS-R   | Tommy Archer       | Soheil Ayari      | Ausfall     | Unfall          |
| 1998 | Viper Team Oreca        | Chrysler Viper GTS-R   | Karl Wendlinger    | Patrick Huisman   | Ausfall     | Elektrik        |
| 1999 | Viper Team Oreca        | Chrysler Viper GTS-R   | Tommy Archer       | Justin Bell       | Rang 12     |                 |
| 2000 | Viper Team Oreca        | Chrysler Viper GTS-R   | Tommy Archer       | Patrick Huisman   | Rang 12     |                 |
| 2002 | Team DAMS               | Panoz LMP-1 Roadster-S | Perry McCarthy     | Jérôme Policand   | Ausfall     | Hauptwelle      |

### Sebring-Ergebnisse
| Jahr | Team                       | Fahrzeug             | Teamkollege    | Teamkollege    | Platzierung | Ausfallgrund |
| ---- | -------------------------- | -------------------- | -------------- | -------------- | ----------- | ------------ |
| 1997 | Prototype Technology Group | BMW M3               | Dieter Quester | Boris Said III | Rang 15     |              |
| 1999 | Hybrid R&D                 | Riley & Scott Mk III | Ross Bentley   | Chris Bingham  | Rang 7      |              |
| 2000 | Viper Team Oreca           | Dodge Viper GTS-R    | Tommy Archer   | David Donohue  | Rang 8      |              |

### Einzelergebnisse in der Sportwagen-Weltmeisterschaft
| Saison | Team              | Rennwagen   | 1   | 2   | 3   | 4   | 5   | 6   | 7   | 8   | 9   | 10  | 11  | 12  | 13  | 14  | 15  | 16  | 17  |
| ------ | ----------------- | ----------- | --- | --- | --- | --- | --- | --- | --- | --- | --- | --- | --- | --- | --- | --- | --- | --- | --- |
| 1979   | Spice Racing      | Ford Capri  | DAY | SEB | MUG | TAL | DIJ | RIV | SIL | NÜR | LEM | PER | DAY | WAT | SPA | BRH | ROA | VAL | ELS |
| 1979   | Spice Racing      | Ford Capri  |     |     |     |     |     |     |     |     |     | DNF |     |     |     |     |     |     |     |
| 1980   | Belga Racing Team | Ford Capri  | DAY | BRH | SEB | MUG | MON | RIV | SIL | NÜR | LEM | DAY | WAT | SPA | MOS | ROA | VAL | DIJ |     |
| 1980   | Belga Racing Team | Ford Capri  |     |     |     |     |     |     |     |     | DNF |     |     |     |     |     |     |     |     |
| 1981   | Mazda TWR Team    | Mazda RX-7  | DAY | SEB | MUG | MON | RIV | SIL | NÜR | LEM | PER | DAY | WAT | SPA | MOS | ROA | BRH |     |     |
| 1981   | Mazda TWR Team    | Mazda RX-7  |     |     |     |     |     |     |     |     | 5   |     |     |     |     |     |     |     |     |
| 1983   | Joest Racing      | Porsche 936 | MON | SIL | NÜR | LEM | SPA | FUJ | KYA |     |     |     |     |     |     |     |     |     |     |
| 1983   | Joest Racing      | Porsche 936 |     | DNF | DNF |     |     |     |     |     |     |     |     |     |     |     |     |     |     |
| 1985   | Joest Racing      | Porsche 956 | MUG | MON | SIL | LEM | HOK | MOS | SPA | BRH | FUJ | SEL |     |     |     |     |     |     |     |
| 1985   | Joest Racing      | Porsche 956 |     |     |     |     |     |     | 6   |     | DNF |     |     |     |     |     |     |     |     |
| 1986   | Ecurie Ecosse     | Ecosse C286 | MON | SIL | LEM | NÜN | BRH | JER | NÜR | SPA | FUJ |     |     |     |     |     |     |     |     |
| 1986   | Ecurie Ecosse     | Ecosse C286 |     |     |     |     |     |     | 5   | 13  | 19  |     |     |     |     |     |     |     |     |
| 1987   | Ecurie Ecosse     | Ecosse C286 | JAR | JER | MON | SIL | LEM | NÜN | BRH | NÜR | SPA | FUJ |     |     |     |     |     |     |     |
| 1987   | Ecurie Ecosse     | Ecosse C286 |     |     |     |     | 8   |     | 10  |     | 12  | 15  |     |     |     |     |     |     |     |
| 1988   | Mazdaspeed        | Mazda 767   | JER | JAR | MON | SIL | LEM | BRÜ | BRH | NÜR | SPA | FUJ | SAN |     |     |     |     |     |     |
| 1988   | Mazdaspeed        | Mazda 767   |     | 17  |     |     |     |     |     |     |     |     |     |     |     |     |     |     |     |